# 八重山諸島のマラリア
八重山諸島のマラリア（やえやましょとうのマラリア）では、沖縄県の八重山諸島で1961年まで感染者が発生していたマラリアについて記述する。八重山諸島のうち石垣島、西表島、小浜島、与那国島の4島では、48時間おきに発熱する三日熱マラリア、72時間おきに発熱する四日熱マラリア、不規則に熱発する熱帯熱マラリアの3種類のマラリア感染が見られた。中でも南部沿岸部を除く石垣島と西表島が流行の中心であった。加えて流行が見られない地域からマラリア有病地である南部沿岸部を除く石垣島や西表島まで通って耕作を行う通い耕作と呼ばれる風習があったため、実際には八重山諸島全体でマラリアの感染者が見られた。八重山諸島のマラリアの特徴のひとつとして悪性の熱帯性マラリアが多数を占めており、琉球王国時代から多くの人々を苦しめてきた。とりわけ第二次世界大戦末期に発生した戦争マラリアでは多くの感染者、犠牲者を出した。
明治時代以降、たびたび八重山諸島のマラリアの実態調査が行われた。1921年からはマラリア対策も進められ、一定の成果を挙げたものの戦前期には撲滅に至らなかった。戦後、アメリカによる沖縄統治下において、ウイラープランと呼ばれる本格的なマラリア撲滅計画が実施され、1961年を最後に八重山諸島のマラリアは消滅した。八重山諸島のマラリア撲滅によって石垣島と西表島の観光開発が可能となり、また八重山諸島のマラリア撲滅は熱帯の開発途上国のマラリア対策のモデル事業のひとつとされている。

## 特徴

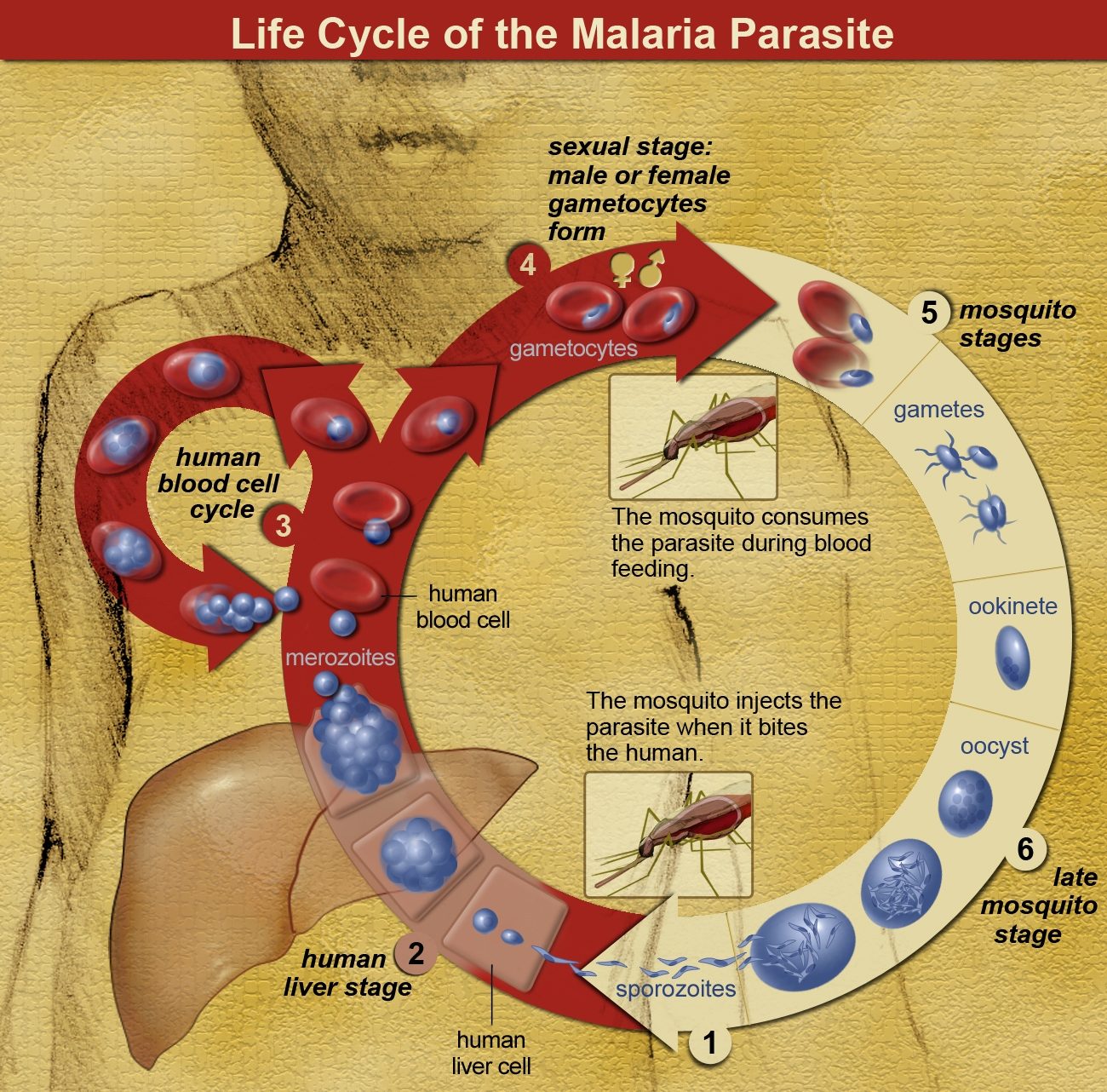
ヒトに感染する種のライフサイクル。1がスポロゾイト、3がメロゾイト、6がオーシストである。

熱帯や亜熱帯の高温多湿環境は、細菌、ウイルス、リケッチア、原虫などの病原となる生物や、それらの中間宿主となる生物の繁殖に適しており、病原となる生物による感染症が多発している。沖縄は亜熱帯性気候であり、マラリア、フィラリアが代表的な風土病として知られていた。中でも八重山諸島のマラリアは多くの死者を出していて恐れられ、地域開発の障害となっていた。
マラリアはマラリア原虫を蚊がヒトに媒介することによって発病する感染症であり、結核、AIDSとともに三大感染症のひとつとされている。ヒトにマラリアを引き起こすマラリア原虫には三日熱(P. vivax)、四日熱(P. malariae)、熱帯熱(P. falciparum)、卵型(P. ovale)、サル・マラリア(P. knowlesi)の5種類が知られていて、いずれもハマダラカのメスが行う吸血行動に伴い、人体に原虫が取り込まれ発病する。具体的にはまずハマダラカのメスの唾液腺に集まったマラリア原虫のスポロゾイトが吸血時に人体に注入される。人体に侵入したスポロゾイトは肝細胞に取り込まれ、肝細胞内で増殖を繰り返し、数千個のメロゾイトとなった時点で肝細胞を破壊して血中に放出される。メロゾイトは赤血球に侵入して輪状体、栄養体、分裂体と変化していき、分裂が進むと赤血球を破壊して放出され、他の赤血球に侵入し、破壊するというサイクルが続く。そのような無性生殖を繰り返す中で一部が性の区別がある生殖母体となり、生殖母体が吸血時にハマダラカのメスに取り込まれると腸内で合体、受精が行われ、オーシストと呼ばれるマラリア原虫となる。オーシストは大量のスポロゾイトを形成し、それが人体へと取り込まれるというサイクルを形成している。人体内でのマラリア原虫の増殖によるマラリア抗原、赤血球の破壊、それらに伴う炎症反応によって発熱、悪寒、振戦というマラリア発作を引き起こし、その他、貧血、黄疸、脾腫、肝腫大といった症状が引き起こされる。中でも熱帯熱マラリアはマラリア原虫に感染した赤血球が血管内皮細胞に付着する性質がある。そのため毛細血管の閉塞に伴い脳や腎臓、肺、消化器などで組織の低酸素症を引き起こしやすく、未治療のままでいると致死率が高い疾患を引き起こす可能性が大きく、他の種類のマラリアよりも危険性が高い。

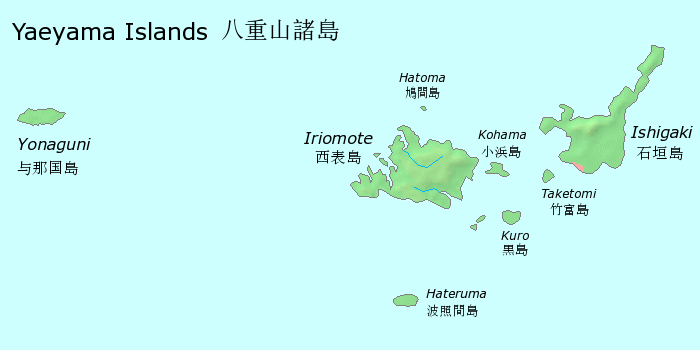
八重山諸島でマラリアが見られたのは南部沿岸部を除く石垣島、西表島、小浜島、与那国島であった。

八重山諸島全体でみるとマラリアが見られたのは石垣島、西表島、小浜島、与那国島の4島であった。また西表島に近接する内離島、外離島もマラリアの蔓延地であった。その他の有人島である黒島、竹富島、新城島、鳩間島、波照間島にはマラリアは無く、また石垣島も南部沿岸地域ではマラリアが見られなかった。しかし後述のようにマラリアの蔓延が見られない島々や石垣島の南部沿岸部から、マラリアの蔓延地に出向いて農耕等を行う通い耕作と呼ばれる習慣があったため、実態としては八重山諸島全体にマラリアの患者が見られた。八重山諸島は山地主体の高い島と平たい台地状の低い島の2タイプの島に分類される。高い島には石垣島、西表島、小浜島、与那国島があり、その他の島々は低い島である。石垣島の南部は琉球石灰岩で覆われた低地が広がり、環境的には低い島に類似している。高い島にはマラリアを媒介するコガタハマダラカ類のボウフラの生育に適した流れの緩やかな渓流があり、また高い島に見られる水田もコガタハマダラカ類の発生に影響を与えていると推測されている。河川がほとんどなく畑作中心の宮古諸島とは異なり、特に稲作が盛んに行われていた石垣島、西表島では激しいマラリアの流行に見舞われた。
かつて沖縄以外の日本では土着のマラリアとして三日熱マラリアが流行していたが、1950年代半ばには撲滅された。一方、沖縄県の宮古諸島、八重山諸島では隔日に高熱を発する三日熱の他、中2日おきに高熱を発する四日熱、不規則に熱発する熱帯熱の計三種類のマラリアが流行していた。また上記3種のマラリアの複数のタイプを同時に感染する混合感染も見られた。宮古諸島はどちらかといえば三日熱マラリアが多く、八重山諸島では熱帯熱マラリアが多数を占めていた。熱帯熱マラリアは死亡するケースも多い悪性のものであり、「マラリアが八重山の歴史に残した爪跡はあまりにも大きい」、「（近代以前の）八重山の歴史はマラリアとの苦闘史でもあった」、「（近代の八重山の歴史は）マラリアとの闘いでもあった」との評がなされている。

## 八重山のハマダラカ
八重山諸島にはシナハマダラカ（Anopheles sinensis）、オオツルハマダラカ（Anopheles lesteri）、オオハマハマダラカ（Anopheles saperoi）、タテンハハマダラカ（Anopheles tessellatus）、ヤエヤマコガタハマダラカ（Anopheles　yaeyamaensis）の5種類のハマダラカの生息が確認されている。そのうちマラリアを媒介していたのはシナハマダラカ、オオハマハマダラカ、ヤエヤマコガタハマダラカであると考えられている。またオオツルハマダラカもマラリアを媒介した可能性が指摘されている。
シナハマダラカとオオツルハマダラカはシナハマダラカ群（Anopheles sinensis sibiling species group）に分類される。ともに水田、湿地、川などといった開けた水域が発生源で、三日熱マラリアを媒介していたと考えられている。またオオハマハマダラカは山地の渓流が発生源で、森林内で見られる蚊である。オオハマハマダラカも三日熱マラリアを媒介していたと考えられている。

### ヤエヤマコガタハマダラカ
コガタハマダラカはインドから東南アジア全域にかけて広域に分布し、マラリアを媒介する蚊として知られている。タンパク多型、rDNA双方の解析から、八重山諸島、宮古諸島のコガタハマダラカはタイ、インドネシア、中国南部に分布するものと遺伝的に大きく離れていることが判明している。さらに2001年には東南アジアのものとは別種とされ、ヤエヤマコガタハマダラカと命名された。なお南方系のコガタハマダラカ類は宮古諸島が北限であり、冬季、先島諸島よりも寒くなる沖縄本島では生息できないと考えられている。
ヤエヤマコガタハマダラカは八重山諸島ではオオハマハマダラカよりも開けた日の当たる流れの緩やかな渓流で多く見られる。時々森林内の渓流で発生する場合がある。また宮古島と小浜島は湧水が豊富であり、宮古島は湧水地、小浜島は湧水地に繋がる水田でコガタハマダラカが発生している。コガタハマダラカはヒトの血液を好む性質が知られており、八重山諸島での調査でも人の血を吸うために盛んに飛来しているのが観察されている。ヤエヤマコガタハマダラカは先島諸島で熱帯熱マラリアを媒介し。八重山諸島でマラリアが流行していた時代には石垣島、西表島、与那国島、小浜島で生息が確認されており、前述のようにその四島ではマラリアの流行が見られた。

## 呼称
沖縄本島周辺で話される沖縄語では、マラリアのことを「ヤキー」と呼んだ。沖縄語の「ヤキー」には高熱が間欠的に発生するマラリアに特徴的な症状を指すとともに八重山諸島の風土病との意味があり、沖縄本島から見てマラリアが八重山諸島の疾病として限定されていた様子がわかる。一方、八重山諸島の八重山語では「フーキィ」と呼んだ。「フーキィ」の語源は風気であると考えられ、沖縄語では「フーチ」に当たり、意味的には伝染病一般を指す。その言葉が八重山諸島では特にマラリアを指す言葉として限定されることからも、八重山諸島におけるマラリアの影響力の大きさが想定される。

## 八重山へのマラリア伝播について
言い伝えによれば八重山諸島のマラリアは1530年頃、西表島の仲間川の河口付近にオランダ船が漂着した際に持ち込まれたとされている。この言い伝えに該当すると考えられるオランダ船漂着の記録としては、1725年から1745年頃に成立したとされる『慶来慶田城由来記』に、「天文年間（嘉靖年間）にオランダ船ハナリミジュが漂着し、野菜や魚、薪木、牛、米を救援したお礼として西表島の人々に犬二頭が贈られた」との内容の記述がある。しかしこの『慶来慶田城由来記』の記事にはマラリアや他の疾病に関する記載は全くない。
前述のように八重山諸島のマラリアは三日熱、四日熱、熱帯熱の三種類がある。言い伝え通り1530年頃に漂着したオランダ船がマラリアをもたらしたとして、三種類のマラリアのうちどのマラリアを持ってきたのか、そして残りの2種類のマラリアは誰がもたらしたのか、また近隣の台湾、宮古諸島のマラリアの状況をどう説明するのかなど疑問点が多いとして1530年のオランダ船によるマラリア伝播説には批判がある。また李朝実録にある朝鮮から先島諸島への漂流民の記録から、15世紀後半には八重山諸島にマラリアが存在した可能性が高いとの指摘もある。他には、八重山諸島のマラリアは域外から持ち込まれたことは確かであり、もたらされた時期は有史以前ではないか、との説もある。

## 近世までの八重山とマラリア
古資料によれば17世紀、八重山諸島の人口は停滞状態にあった。18世紀に入ると八重山の人口は増加するようになり、18世紀後半からは減少に転じる。マラリアは17世紀以前から八重山諸島にあったものと考えられ、また17世紀半ばには八重山の近世、近代に大きな影響を与えた人頭税の制度が導入された。それにもかかわらず18世紀には人口増加があったことから、少なくとも18世紀半ば頃までの段階ではマラリアと人頭税のみが八重山の人口動向に影響を与えたとは言い難い。
一方、マラリアに対する抵抗力は男性の方が女性より強いと言われていて、また、マラリアの害がない地域から蔓延する地域へ女性が嫁ぐケースが少なかったとも推定されている。実際、18世紀の各集落の人口動向を見てみると、マラリアの蔓延地域にある集落の多くで男性が女性よりも人口が多い傾向が認められている。

### 寄人制による強制移住とマラリア
1609年の薩摩藩による琉球侵攻後、琉球王国は琉球侵攻時の損害に加え、薩摩藩へ年貢を納めるようになり、更に財源であった中国との貿易の利権も薩摩藩に握られ、厳しい財政難に陥るようになった。この危機の解決策のひとつが先島諸島の開発と搾取による増収であった。琉球王国はまず八重山諸島に行政単位である間切制度を整備し、その後、1636年から1659年にかけて戸口調査を行い、人口動態を把握した上で個人個人に定額の税を課す人頭税制度を確立させた。1667年には琉球王国は薩摩藩から開墾の許可を得て、王国内で積極的に開墾を進め、耕地の増大を図った。前述のように18世紀半ば頃まで八重山諸島では人口が増加している。これは生産力の向上もあって新村の設立、耕地の拡大が行われたものと推測されている。
水が豊富である八重山諸島の石垣島と西表島では米作が可能であり、米による納税を重視した琉球王国は、水田耕作が可能な地域への集団での移住を積極的に押し進めることになった。八重山諸島での集団移住政策を開始したのは1728年に琉球王国の行政上のトップである三司官に就任した蔡温であった。寄人制と呼ばれた集団移住政策は、当初、宅地、田畑、農具の無償供与、住宅は琉球王国の費用で建設、牛、馬を各一頭供与し、衣服購入費の支給、3か月間の食糧支給、5年間の免税といった優遇策を講じるかわりに帰村、逃散は絶対に認めないといった内容であった。ところが優遇策にもかかわらず移住希望者が現れないため、琉球王国は「道切り移住」と呼ばれる強権を発動することになった。すなわち、既存の村落に役人を派遣し、道路を境に移住組と残留組とに機械的に分け、移住組は強制的に移住させられた。
寄人制による強制移住により、1732年から1785年までに11の村が新設されたと考えられている。実際の強制移住は
- 八重山諸島内の小さな離島から石垣島への強制移住
- 石垣島島内の強制移住
- 八重山諸島内の小さな離島から西表島への強制移住
- 西表島島内の強制移住

の4パターンで行われた。1730年代には八重山の総人口のうち15.9パーセント、1750年代には22.4パーセントが移住させられたとの推計がある。
強制移住により送り出された開墾地はマラリアの蔓延地であった。琉球王国当局者にも移住先候補が「風気悪しき」場所であるとの情報は届いていた。しかし当局はマラリアの影響力を過小評価して、強制移住によりマラリアの害がない地域から人々を送り込む政策を強行した。その結果、移住先でたちまちのうちにマラリアに罹患することになった。マラリアに追い打ちをかけたのが人頭税の賦課であった。強制移住により新設された各集落の住民はマラリアと人頭税の賦課により著しく疲弊し、集落の多くは近代になって人頭税の廃止後、移住の自由が得られるようになると廃村となる。

### 開墾と明和の大津波の影響
強制移住により新設された集落は亜熱帯の森林地帯の近くに位置していた。前述のように熱帯熱マラリアを媒介するヤエヤマコガタハマダラカは日の当たる開けた渓流や湧水地で発生する。つまり手つかずの原生林から人手が加わるようになって渓流に日光が入る状態となり、熱帯熱マラリアが広がりやすい環境が整えられたのではないかとの説がある。またマラリア原虫の生活サイクルからみて、ヤエヤマコガタハマダラカはヒトや家畜がいない環境下ではマラリア原虫を持つことはあり得ない。つまり開墾という行為自体がマラリアの蔓延を引き起こしたと見ることができる。
1771年、八重山地震に伴い明和の大津波と呼ばれる津波が八重山諸島を襲い、人口の約3分の1にあたる9300人余りの死者行方不明者を出した。津波の被害が最も大きかった石垣島では、津波によって原生林の植生が損傷を受け、渓流に日が当たりやすくなり、新たにヤエヤマコガタハマダラカの発生に適した状況が生み出されたのではないかとの推測がある。そして大津波後、八重山諸島では疫病が流行し、飢餓状態の中、多くの餓死者を出した。大津波後に流行した疫病の正体は不明である、ただ、疫病の流行状況がマラリアのそれに類似している点やハエや蚊の発生と関係があるとみられる急性の伝染病らしいところから、マラリアの可能性が高いのではないかとの説がある。八重山諸島では明和の大津波後、19世紀後半までの約1世紀の間、人口の減少が続くことになった。

### 通い耕作の成立
八重山諸島の中でもマラリアの害が見られない島々や石垣島の南部沿岸地域から、マラリアの蔓延地である西表島、石垣島の北部にある耕地まで、通い耕作と呼ばれる遠距離の農地への耕作が行われていた。通い耕作で耕される農地は基本的に水田であった。
通い耕作が行われた最大の理由はマラリアであったと考えられている。李朝実録にある1530年に朝鮮から先島諸島に漂流した漂流民の記録から、1530年には通い耕作が行われていた可能性が高い、と指摘されている。マラリアが無い地域では生活に必要な物資が不足しており、一方、マラリアが蔓延している西表島や石垣島の北部は生活に必要な物資が豊富であった。そのため、マラリアの害がない地域に居住しながら必要に応じてマラリアの蔓延地に通う生活スタイルが確立されていったと推測されている。そして人頭税の制度が通い耕作の必要性を決定づけた。人頭税では八重山住民は米の現物納付を義務付けられたため、水田のない地域ではマラリア感染の危険を冒して危険地の水田への通い耕作を余儀なくされた。そのような状況の中で、マラリアが無い地域からの水田を中心とした通い耕作が定着するようになった。
マラリア感染の危険を冒して行われる通い耕作では、基本的に14歳から17歳以上の男性が通い耕作に従事した。女性は労働力不足や農繁期に従事するケースこそあったが基本的には行わなかった。特に妊婦は絶対に行ってはならないとされた。妊産婦はマラリアに対する抵抗力が弱く、症状が重篤化しやすいとともに、流産や死産、低体重児の出産といったリスクが高まることが知られている。このことと、マラリアに対して脆弱な年少者や女性が通い耕作に従事しないこととを合わせると、通い耕作とはマラリアの影響を最小限に食い止めつつ、マラリア蔓延地からの生活に必要な資源獲得を図るシステムであったと評価できる。この通い耕作は20世紀半ばまで行われ続けた。

## 開発の障害と調査の開始
琉球処分後の1880年、八重山島役所が設立され、明治政府の統治が八重山諸島で施行される態勢が整えられた。やがて八重山諸島に関発の手が及んできた。まずサトウキビ栽培が試みられた。開港後、外国から安価な砂糖が輸入されるようになると、日本在来の製糖業は価格的に太刀打ちできなくなった。そこで輸入砂糖と価格的に競争力を持ちうるサトウキビの栽培地として八重山諸島が注目されるようになった。琉球王国時代、琉球王府は米の生産を重視し、八重山でのサトウキビ栽培を禁じていた。そのあと琉球処分後の1881年に八重山諸島でサトウキビの生産が開始され、1891年にはサトウキビ栽培のための開墾が開始された。1895年には渋沢栄一らによる八重山糖業株式会社が設立され、1891年から始まった開墾事業を継承、発展させた。ところが八重山糖業株式会社は台風による被害と台湾が日本領となったことによる製糖業を巡る環境の変化に加え、多くの従業員がマラリアに罹患したため、1898年には解散に追い込まれる。
また琉球王国滅亡後に家禄を失った士族のために、旧琉球王家である尚侯爵家の後援を受けて1892年に八重山開拓移民団が結成され、米作を行うための開墾事業を石垣島で開始した。しかし多くの移民がマラリアに罹患し、20世紀初頭には挫折した。西表島には炭田があり、1886年から1889年にかけて三井物産が開発に乗り出したが、やはり多くの鉱夫がマラリアにかかってしまったため撤退に追い込まれた。このように琉球処分後に相次いで試みられた八重山諸島の開発に、マラリアは大きな障害として立ちはだかった。

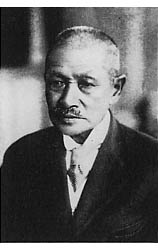
田代安定

明治政府としても八重山開発の阻害要因となっているマラリアの調査に乗り出した。まず農商務省は1882年と1885年に田代安定を八重山諸島に派遣して調査を行った。田代はマラリアの状況について調査し、西表島、小浜島、石垣島にマラリアが見られ、特に西表島では蔓延していると報告した。1887年には東京衛生試験所技師の古川栄が内務省衛生局により八重山諸島に派遣されてマラリアの調査を行った。これは初の医学的調査であった。調査の結果から古川は八重山諸島の風土病の正体はマラリアであることは明らかであるとした。続いて1890年代前半にかけて相次いで、塙忠雄、我如古楽一郎、藤田千次による調査が行われた。また石垣島の出身であり、八重山諸島出身者で初めて近代医学を学び、医師として八重山諸島でも勤務した崎山寛弘もマラリアの調査を行った。なおマラリア原虫の発見は1880年であり、ロナルド・ロスがマラリア原虫をハマダラカの体内で発見したのは1897年である。19世紀末頃までの段階では、マラリアの感染メカニズムは知られておらず、各調査結果ではマラリアの原因は「気」や「マラリア菌」によるなどとされた。これらのマラリア調査結果の分析から、移住に制限が加えられていた人頭税下の状況下では、蔓延地の幼児から若年層にかけてのマラリア並びに合併症の死亡率が高く、八重山諸島の人口動態に大きな影響を与えていたと推測されている。

### 笹森儀助の視察

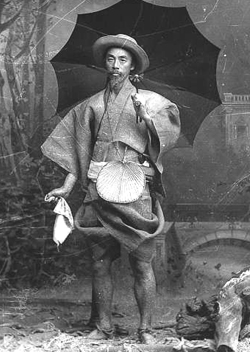
笹森儀助

1893年4月18日、千島列島の視察を終えた笹森儀助は内務大臣の井上馨を訪問した。井上は砂糖の輸入が増加して国内の糖業を圧迫している現状を指摘した上で、国益を考え南西諸島の糖業を拡張して輸入糖を減らすことが出来るのかどうかを検討するために、南西諸島の実情を把握することが急務であると考えているが、笹森に南西諸島の視察に行ってもらえるかどうかを打診した。笹森は行きたい気持ちは山々であるが、北国の弘前出身である笹森にとって南国は不案内であり、砂糖が木から取れるのか草から取れるのかもわからない自分が行くべきかどうかわからないので、検討してみますと答えた。笹森は品川弥二郎、佐々木高行、金原明善らに相談した。品川、佐々木、金原は皆、行くべきであると助言し、他の友人知人も揃って行くべきであると勧めたため、笹森は南西諸島視察に行くと井上に回答した。
出発に先立ち、笹森は沖縄の視察を複数回行っている田代安定に面会して情報収集を行った。また笹森は同郷であり対外強硬派としても知られていた陸羯南から視察中に「琉球においては支那との間渉如何のごとき、実に今日の要点」であるとのアドバイスを受けている。当時、分島問題が尾を引いていて、先島諸島の所属について日清両国が争っており、しかも日清戦争直前という情勢下にあり、笹森としては視察に当たって先島諸島の日本への帰属を裏付けようとする意識があった。
八重山諸島の調査に向かうに当たり、笹森はマラリアの感染を恐れキニーネを準備し、マラリアに罹ってしまった場合には自らの体を治療研究用に提供する覚悟であった。笹森は1893年7月5日に那覇から宮古島へ向かい、先島諸島の調査を開始した。7月8日には石垣島に到着し、8月24日まで八重山諸島を調査する。八重山で笹森はマラリアが蔓延し、住民たちが追い込まれているという悲惨な状況を目の当たりにする。しかし八重山の役人たちはマラリアに苦しむ人々を支援せずに、集落内のマラリアの有無を尋ねた笹森に「居ない」と答え、罵倒される状況であった。その上、税としての米の物納のため、水田が無い黒島、新城島などからの通い耕作を行っている状況や、西表島には常駐の医師が居らず、医師の巡回も1年に一度ある程度である、と知って、笹森の怒りは増大した。笹森はさらにマラリアの蔓延に苦しみながらも税の負担が重いため、薬代の負担を恐れ、医師の巡回時にもマラリアの罹患を隠蔽するといった悪循環に陥っていると指摘した。
笹森は明治政府の先島諸島に対する無策を厳しく批判し、具体的な施策としてマラリア対策費としての積極的な経費支出、官吏や医療関係者の派遣、そしてマラリアと重税に苦しむ住民たちのために人頭税から地租への速やかなる転換を行い、地域の殖産興業を押し進めることなどを提案した。そしてこのような施策は日本の製糖業発展の基礎ともなり、また先島諸島の振興は、日清戦争直前であった当時の緊迫した日清関係の解決に繋がるとして、外交問題からみても八重山諸島の振興は緊急に取り組むべき課題であると主張した。なお、笹森の明治政府の先島諸島に対する無策への厳しい批判は、先島諸島の日本への帰属意識を高める狙いがあったことが指摘されている。

## マラリア対策の開始
マラリア防圧対策には、ヒトのマラリア原虫を駆除し切ることを目指す原虫対策と、マラリア原虫を媒介する中間宿主であるハマダラカの撲滅を目指す蚊対策という2種類の方法がある。戦前の八重山諸島では蚊対策がより根本的な対策となるとの認識があったものの、費用面の問題から主に原虫対策から進められることになった。

### 日清戦争の影響
1894年5月、帝国議会の衆議院、貴族院に相次いで八重山諸島でのマラリア対策を求める建議案が提出された。建議案では八重山諸島が軍事的要衝であるのにもかかわらず、マラリアの流行で住民たちが苦しみ、しかも三井物産による炭鉱開発もマラリアのために挫折に追い込まれているのにもかかわらず、何の対策も講じずに放置されていると指摘され、実情を調査分析した上で対策を講じてマラリアを撲滅すべきであると主張した。この建議案の提出は、笹森儀助による八重山諸島調査が影響を与えたと推測されている。この建議案は衆議院側は解散のあおりを受け廃案となってしまったが、貴族院側は可決されている。

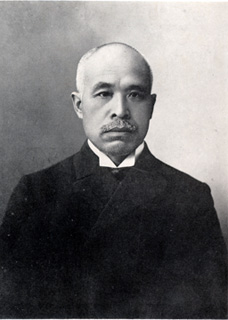
三浦守治

日清間の緊張が高まる中、明治政府としても八重山諸島のマラリア対策の必要性を認識し始めていた。まず1893年12月、西表島などの17集落にキニーネの配布を行った。続いて1894年8月から9月にかけて、文部省の命を受けた東京帝国大学医科大学教授の三浦守治らが初の本格的マラリア調査を行った。調査の背景として、1894年8月には日清戦争が始まっており、明治政府は戦況次第では清が八重山諸島を攻撃する可能性を考慮したためと考えられている。この調査では石垣島、西表島など八重山諸島の8つの島で1500名以上を診察し、熱帯熱マラリアのものと考えられるマラリア原虫を確認した。このマラリア原虫の確認により、八重山諸島を苦しめていた風土病の正体がマラリアであることが確定した。しかしこの三浦らによる調査の段階では、マラリアの蚊などの虫類による媒介については、空気説、飲料水説と並ぶ一つの仮説として検証されるに留まっていた。
1898年から1899年にかけて、伝染病研究所の守屋伍造と遠藤芳蔵が八重山に派遣され、マラリアの調査を実施した。守屋と遠藤の調査は北里柴三郎と三浦守治の指導を受けて行われた。この調査で守屋と遠藤はマラリアの原因としての空気説、飲料水説、蚊の3説について考察を加え、蚊が原因との断定こそ避けたものの、すみやかに住民に蚊帳の使用習慣をつける必要性を指摘するなど、蚊に対する対策を行っていくよう提言した。

### 台湾でのマラリア対策の影響
1893年から開始されたキニーネの配布事業は、1896年から本格化した。しかしその配布量は不十分で、また組織的な配布でも無かったと見られている。19世紀末から20世紀初頭にかけて、八重山のマラリア対策で様々な議論が展開されるようになった。まずマラリア防遏（防圧）には蚊帳の使用や土地の乾燥化を図る等の蚊対策と、キニーネの服用を広める原虫対策とがある。このうち蚊対策の費用は莫大になるため、費用面から見て現実的な原虫対策によるべきとの意見が出され、一方では蚊によるマラリア媒介のメカニズムと世界各地で行われているマラリア対策を紹介しつつ、蚊対策の重要性を主張する意見も出された。実際には前述のように経費的に安価で済むキニーネの配布という原虫対策が選択されていた。
ところで1895年に新たに日本領となった台湾では、マラリアの感染が大きな問題となっていた。台湾ではマラリアの調査、研究そして対策が進められた。台湾で採られたマラリア対策は、ロベルト・コッホが提唱する「全てのマラリア患者、特にその潜匿されている病をことごとく根治する」、つまり原虫対策を採用した。1910年、沖縄県は東京帝国大学医科大学助手の中川恒次郎を沖縄県技師として招聘し、八重山諸島でマラリアの調査に当たらせた。中川の調査により八重山諸島のマラリア原虫は三日熱、四日熱、熱帯熱の三種類であることが確認されたという。さらに中川は翌1911年に台湾に出張し、台湾で進められていたマラリア対策を学び、石垣島の名蔵において台湾で学んだ原虫対策によるマラリア防遏事業を開始した。

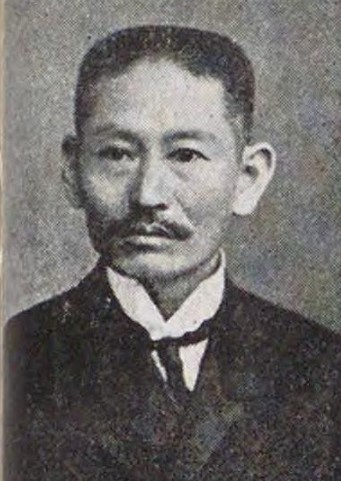
我如古楽一郎

また沖縄県会議員の我如古楽一郎が積極的にマラリア対策を唱えた。医師である我如古は、前述のように1892年にマラリア調査を行い、1894年の三浦守治によるマラリア調査にもスタッフとして参加し、その後1909年には沖縄県会議員となっていた。そして自身のマラリア調査経験に加え台湾でマラリア対策の調査を行っていた。1913年、我如古は琉球新報にマラリア対策について寄稿する。寄稿では蚊の発生を防ぐなどの蚊対策の必要性も認めていたが、費用面からもキニーネの投与を基本とした、台湾で行われていたコッホ流の原虫対策によるマラリア防遏事業を主張した。また当時、財政難を理由としたキニーネの配布中止が取り沙汰されており、我如古は廃止論を批判して事業継続を主張した。しかし結局1913年にキニーネの配布事業の中止が決定した。またキニーネの配布中止という事態を踏まえ、琵琶湖周辺など他の日本国内でもマラリアが見られ、八重山だけがマラリア有病地ではなく、八重山諸島内でもマラリアが無い地域もあり、八重山諸島のマラリアはさほど悪性ではないとの議論も飛び出した。八重山のマラリアが悪性ではないという主張は明らかに誤りである。こうした議論が出てくる背景として、八重山諸島のマラリアの実態がまだ十分に把握し切れていなかったことが挙げられる。実際1910年代の沖縄県による統計上の八重山諸島のマラリア死者数は熱帯熱マラリアが無い沖縄本島と大差が無く、十分な実態把握ができていなかった。

## マラリア予防班とマラリア防遏所の活動

### ハンセン病療養施設建設問題の影響

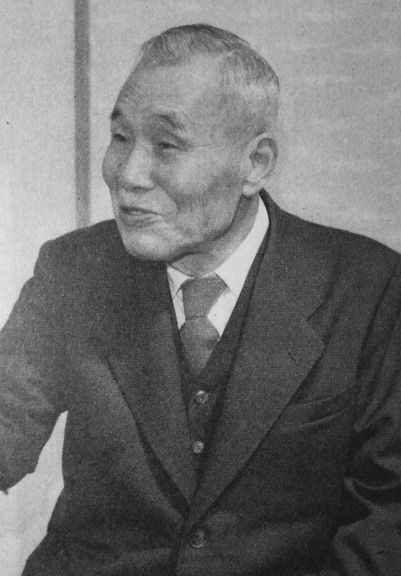
光田健輔

キニーネの配布中止は現地の八重山諸島で反発を招いた。当初こそ、組織だった反対運動は起きなかった。しかし八重山諸島を揺るがし、結果としてマラリア問題の情勢を動かすことになる計画が持ち上がった。ハンセン病療養施設建設計画である。
1907年4月に、ハンセン病の道府県連合立療養所が全国5か所に設置された。しかしこの5か所の療養所を合わせても病床数は1050床に過ぎず、全国のハンセン病患者を隔離収容するには病床数が著しく不足していた。また道府県連合立療養所からの患者の脱走も日常茶飯事であった。1916年6月に内務省に設けられた「保健衛生協議会」において、日本におけるハンセン病予防対策が検討されることになった。「保健衛生協議会」では国立のハンセン病療養施設の設立が早急に必要であり、その規模・内容は1万人の患者を隔離、収容するべきであるとの答申を提出する。答申に基づき、内務省は光田健輔に国立療養所建設の適地の選定を依頼した。光田はハンセン病療養施設の適地を探すため、1916年9月、マラリア調査を名目に西表島に出張する。光田の出張目的は隠匿されていたが、ハンセン病療養所の建設調査であることが漏れ、西表島では光田らが調査のために乗り込む船を沈めるべきとの意見が出たり、9月28日には郡民大会が開催され建設反対が決議されるなど、八重山諸島で反対運動が起こった。
光田の西表島の各集落での検診の結果、医療設備の比較的整っている炭鉱では低めであったものの、マラリアに罹患している症状のひとつである脾腫、肝腫を、西表島全体で高頻度に認めた。光田は理想としては3万人規模の療養所を西表島に建設して、日本国内すべてのハンセン病患者を収容しようと考えていたとの説もある。具体的には西表島島民全てを移住させてマラリアの病原を絶った上で、経理などを除いて施設運営をハンセン病者に運営を委ねる、自給自足的な療養施設を設けることを構想した。結局、光田は1万人クラスの患者を隔離、収容し、自活生活を営む療養所ならば西表島、500名から1000名の小規模収容ならば瀬戸内海の長島がよいとの報告書を提出した。内務省は西表島が遠隔地で職員の赴任等が難しく、またマラリアの蔓延地であるため候補から外し、長島に療養所を建設する決定をした。西表島のハンセン病療養所建設計画は実現しなかった。だがこの建設反対運動がきっかけとなって八重山諸島に「マラリア撲滅期成会」が結成されることになる。

### マラリア撲滅期成会の活動
1918年9月、東洋製糖株式会社の八重山製糖所長や県会議員らによる、官民合同の「マラリア撲滅期成会」が結成された。マラリア撲滅期成会はまず、沖縄県会で八重山諸島の窮状を訴え、続いて中央政界にも陳情を行った。陳情相手の一人が当時衆議院議員となっていた我如古楽一郎であった。陳情を受けた我如古は他4名の衆議院議員とともに「沖縄県におけるマラリア予防撲滅に関する建議案」を衆議院に提出する。建議案では八重山は農水産物に恵まれ沖縄唯一の石炭の産地であるにもかかわらず、マラリアのために発展が遅れ、住民たちも苦しんでいる。しかし一時期行われていたキニーネの配布も中断してしまい、現状では全くマラリア対策が行われていないと指摘した。そして開墾や藪を伐採するなどして蚊を駆除し、住民に血液検査を実施しマラリア患者を発見して、強制治療を行い、予防としてキニーネの服用、そして衛生組合を組織して住民の衛生観念の向上を図るといった具体策を提言していた。建議案は委員に送付され、委員会で3回にわたって審議された。3回目の審議で政府側からも建議案に同意する旨の答弁があり、委員会、そして本会議で建議案は可決する。
「マラリア撲滅期成会」の結成をみた沖縄県は、台湾総督府の防疫官の羽鳥重郎に八重山諸島のマラリアの調査を依頼する。羽鳥は八重山諸島でマラリアの実態を調査し、調査後に台湾でのマラリア対策と調査結果について報告する講演会を行った。講演会には約900名の住民が参加し、地域のマラリアに対する関心は高まりつつあった。

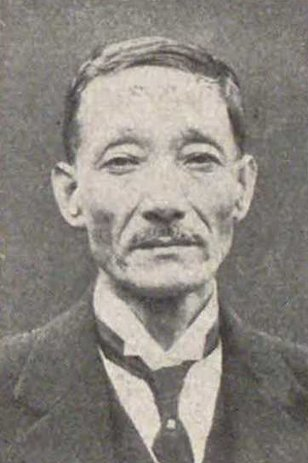
宮島幹之助

また「沖縄県におけるマラリア予防撲滅に関する建議案」の可決を受け、内務省衛生局も寄生虫学者の宮島幹之助らを派遣した。1920年3月から4月にかけて八重山諸島のマラリアを調査した宮島らは、まずキニーネの配布中止とともに、医療体制自体著しく不備であるとマラリアに対して無策のままである状況を批判した。宮島はマラリアを媒介するハマダラカ類の調査を実施しており、石垣島、西表島の渓流や水田でハマダラカ類が盛んに発生していることを報告し、水田が蚊の格好の発生地となっているとして、石垣島や西表島の米作がマラリアの温床となっていると指摘した。具体的対策としてはマラリア原虫の駆除という原虫対策と、土地改良などによる蚊の撲滅といった蚊対策があると指摘し、前者を応急的なもの、後者を抜本的な対策であるとした。そして台湾でのマラリア対策を例に挙げつつ、警察権を用いて強制的な蚊対策を進めるべきとして、違反者には罰金等を課し、警察もメンバーに入る防疫班を組織することを提言した。また宮島らの調査では1914年から1919年にかけての八重山郡における死亡届の死因欄の数値が引用されており、マラリアによる死亡割合は7.38パーセントであった。1921年の沖縄県の統計でもやはり7.05パーセントと肺炎・気管支炎の12.1パーセントに次ぐ死亡原因の2位であった。また宮島はマラリアの蔓延地とそれ以外の地域の出生率に大差が無いのにもかかわらず蔓延地の死亡率は2倍以上になっており、人口の減少をもたらしていると指摘している。このようにマラリア対策が取られない状況下、蔓延地では多くの住民が亡くなっており、マラリアは住民にとって大きな脅威であり、住民生活に悪影響を与えていた。

### マラリア予防班

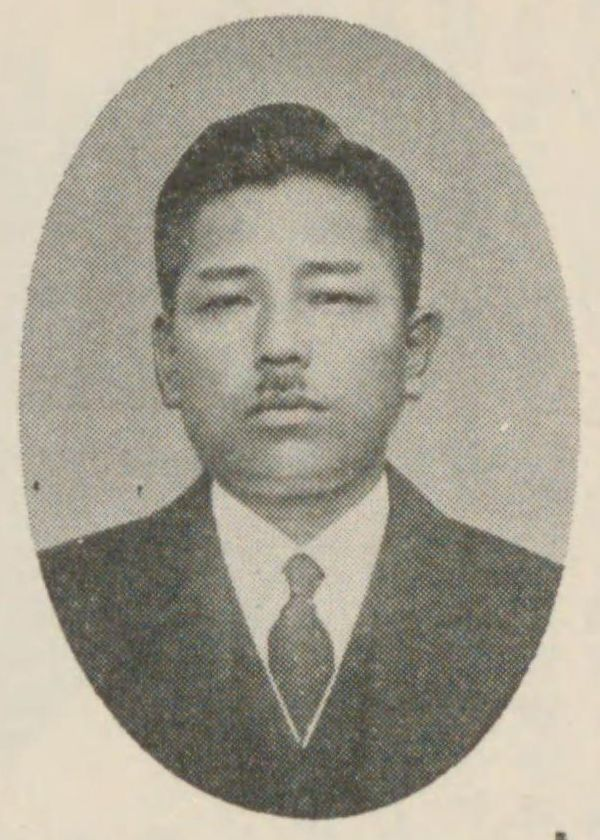
宮良長詳

宮島幹之助らの調査報告を受けて、1921年9月に八重山島庁内にマラリア予防班が設置された。マラリア予防班は2班で構成され、1班が石垣島、2班が西表島を担当した。班長には内務省から派遣された元軍医の深江雄次郎が就任したが、1924年4月には石垣島出身の医師で、地元で開業医をしていた宮良長詳が任命された。後述のように宮良は戦後、戦争マラリアからの復興に携わることになる。また台湾総督府に対してマラリア対策の協力を打診したところ、羽鳥重郎が台湾でマラリア原虫の検査技術員に従事していた熊谷源助を推薦し、マラリア予防班の予防監吏となった。熊谷は血液検査やキニーネ投与の方法を指導するなど、発足したマラリア予防班は台湾でのマラリア対策に倣った対策を実施した。また熊谷からマラリアの検査技術等の手ほどきを受けた黒島直規は、戦後まで八重山でマラリア対策に取り組むことになる。
マラリア予防班のスタッフの間では、マラリア対策としてはやはり蚊対策が根本的対策であるとの認識があった。これは当時の台湾でのマラリア対策においても、理念的には蚊対策を重視すべしとされていた影響を受けている。しかし現実には予算面の制約から、キニーネの投与を軸とした原虫対策中心に進めざるを得なかった。人口や規模が台湾よりもコンパクトである八重山諸島では、台湾よりも徹底した組織されたマラリア対策を取ることが可能であった。八重山では全住民を対象に定期的に血液検査を行ってマラリア原虫保持者を把握し、保持者には投薬治療を行った。また検査に応じない人たちへの注意、説得、告発、住民たちにマラリア知識を伝え、栄養の改善や蚊帳の使用などの対策を取るように促す普及啓発活動を行うこととされた。また上記のような原虫対策を軸とはしたが、木や草の刈り取りと確認、下水道等の改修、そして1924年からはボウフラを食べるカダヤシの放流等の蚊対策も実施された。
マラリア予防班の活動によって、ようやく八重山のマラリアの実情が把握されるようになった。またマラリア患者、死亡数も減少が見られ、活動の効果が見られた。しかしマラリア予防班発足当初から活動資金の不足は深刻であり、定期的な採血や蚊対策である除草や排水の設備充実までなかなか手が回らずに投薬のみが行われていて、その投薬も資金難のため医療従事者が不足していて、十分に行なわれていないとの批判が起きた。

### マラリア防遏所の活動

#### 飯村保三の視察
1925年に台湾の台北市で開催された全国防疫官会議に出席した内務省防疫官の飯村保三は、帰途に八重山諸島に立ち寄りマラリア対策の実情を視察した。飯村はマラリア予防班の活動について、南海の孤島で不十分な予算の中でマラリア対策に奔走する班長の宮良長詳以下の努力を評価しつつも、マラリア罹患者の減少率が少ないことを挙げつつ、八重山諸島のような比較的狭い地域での実績としてはやや物足りないとした。
飯村は全住民に定期的に行われることになっている採血が、人員と予算の不足と集落間の道路が未整備で作業効率が悪いため、必要十分な数が行なわれていない問題があること。さらに検査間隔が長くなると、せっかくマラリア感染者を把握して治療を行ったところで、次の血液検査までの間に再感染してしまいいたちごっこに終ってしまうことを指摘した。また飯村は原虫対策のみでマラリアの撲滅を達成するのは不可能であり、蚊帳の使用、草むらの伐採、排水や水路の整備等の蚊対策を並行して実施すべきと主張し、そしてマラリア対策の実施並びに予防班スタッフの士気の維持という観点からも十分な予算措置が不可欠であり、今後、班組織、自治体等との連携、蚊対策の推進等マラリア対策自体についての見直しを行うことを望むとの提言を行った。

#### マラリア防遏所
1926年6月、沖縄県は飯村の提言を受ける形でマラリア予防班をマラリア防遏所へと改組する。防遏所は本部を石垣島の八重山島庁内に設置し、第一班を防遏所本部、第二班を西表島の祖納、第三班を石垣島の平喜名、第四班を石垣島の川平に置いた。そして八重山諸島はマラリア有病地をマラリア防遏地域、無病地をマラリア予防地域に二分して、各字を単位としてマラリア予防組合を組織した。予防組合は防遏所の活動を地域から下支えする役割を担い、組合長による住民の健康状態の調査、発熱者が出た場合には届出を義務づけ、違反者には過料を科すことが取り決められた。防遏地域は毎月、予防地域は三カ月に一回の検査を行うこととして、蚊帳の使用、水溜まりを無くすことや下水道の整備なども義務付けられた。マラリア防遏所は医務部、予防部、督励部の三部制として、所長には沖縄県警の部長、医務部長はマラリア予防医、予防部長は八重山島司、督励部長には八重山島警察署長が就任して、地域の警察官、官吏、青年団員らをマラリア防遏所のメンバーとして組織した。マラリア防遏所はマラリア予防班の活動内容に強制度を高めた上で蚊対策も進めていくことをもくろんだものであった。しかし実際にはやはり原虫対策が中心となり、それに蚊の駆除、月に一度の定期清掃、排水整備、蚊帳の使用、炭鉱での水たまりへの石油散布、カダヤシの放流といった蚊対策が加わる形となった。
マラリア防遏所は、組織的には整った。しかし兼務職員が多いため、本務の合間に防遏所業務を行う形となり、専従職員に過重な業務負担がのしかかることになり、結果として十分な業務が行えなかった。そして昭和恐慌の中で地方財政がひっ迫していく中で、マラリア防遏所は厳しい財政難に見舞われることになる。財政難の中、防遏所の地元負担分の費用拠出が困難となる中、1929年には沖縄県がマラリア防遏所の廃止の方針を明らかにしたが、八重山諸島では廃止反対運動が起こった。結局、存続することになったものの、混乱の中で予防班時代から八重山のマラリア対策をリードしてきた宮良長詳が退職し、続いて熊谷源助も辞任する。宮良と熊谷の辞任はマラリア防遏所の組織の弱体化を招き、1930年代にはマラリア防遏所の予算と組織が縮小されることになった。

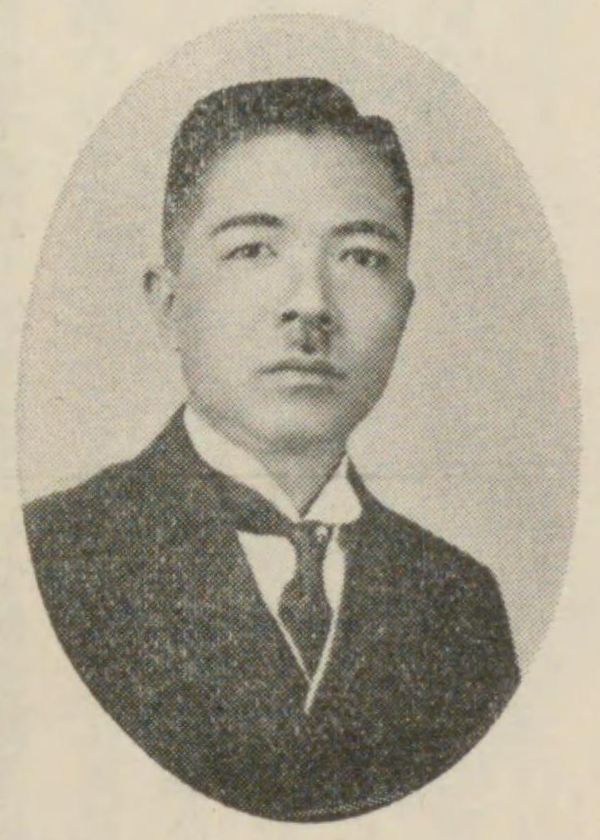
吉野高善

予算と規模を縮小されながらも、1930年以降もマラリア防遏所の活動は継続された。すなわち、定期的な採血検査や脾腫検査によるマラリア感染者の把握、マラリア発病者に対する投薬治療、藪の伐採、水溜まりの埋め立て、排水溝や溝の清掃、整備、カダヤシの放流、マラリアの知識に関する普及啓発活動といった対策が実行されていた。中でも採血によるマラリア患者の把握は積極的に行われており、採血拒否者への説諭記録も残っている。また西表島の祖納に置かれた第二班の活動は他の3班と比べて極めて活発であり、これは西表島のマラリア患者減少に寄与したと考えられている。1930年代以降、マラリア防遏所で活動した代表的な人物は吉野高善である。吉野は小浜島の出身の医師であり、石垣島で開業医を務め、1937年から1944年にかけてマラリア防遏所で勤務した。吉野は宮良長詳、黒島直規らとともに、戦後のマラリア対策でも活躍することになる。
戦前のマラリア予防班、マラリア防遏所の活動は、台湾で行われていたマラリア対策をベースに原虫対策をマラリア対策の柱とした組織的な対策を実行したが、より根本的な解決策と考えられていた蚊対策は、多額の費用を要するために十分に行い得なかった。1936年に宮古諸島、八重山諸島の全住民約5万5000人に対する採血検査を実施した西郷親盛は、石垣島、西表島のマラリア対策は南海の孤島でしかも地形的にも山がちであり、交通の便が悪い中で少数の人員で奮闘しているとその努力は認めつつも、八重山諸島のマラリアの罹患率は宮古諸島の約2倍に達しており、キニーネのみでは熱帯熱マラリアの撲滅は不可能であり、台湾ですすめられているような大規模な土木整地事業による蚊対策の展開が必要であると指摘した。しかし前述のようにマラリア予防班の活動によって患者、死者は減少し、1920年代後半にはマラリア有病率の低下が確認されており、また第二次世界大戦前の八重山諸島のマラリアは顕著な流行は無く、罹患率及び死亡率も特に大きな変化が無く、対マラリア対策によって特定の地域での発生に抑え込めていた。つまりある程度、マラリアの発生を抑制することに成功したと評価されている。

### 国立南風見診療所
新城島の島民は西表島の南風見に通い耕作を行い、食料の生産や薪炭の確保を行い続けていた。通い耕作は農耕地が不足している新城島の島民にとって必要不可欠な風習であったが、マラリア感染のリスクを伴う風習でもあった。
1937年、吉野高善と黒島直規は南風見に滞在中の新城島島民37名に採血と脾腫検査を行った。結果、13名が熱帯熱マラリア、1名が三日熱マラリアに感染していることが判明した。そこで1941年には沖縄県営開拓事業として新城島島民の南風見移住計画が立てられ、移住した新城島島民に開墾に従事してもらうことになり、計画に伴い国立南風見診療所を開設してマラリア対策を並行して行うことになった。国立南風見診療所は新城島から移住した住民のみならず、西表島東部住民のマラリアやマラリア以外の疾病治療も担う予定であった。この計画の背景としては、戦時体制のもと食料の増産が重要課題とされ、マラリアの制圧が大きな課題と見なされるようになったことがある 。しかし国立南風見診療所は1943年4月に強風により損傷し、戦況の悪化により修復されないまま、結局はアメリカ軍の空襲によって倒壊した。

## 戦時下のマラリア

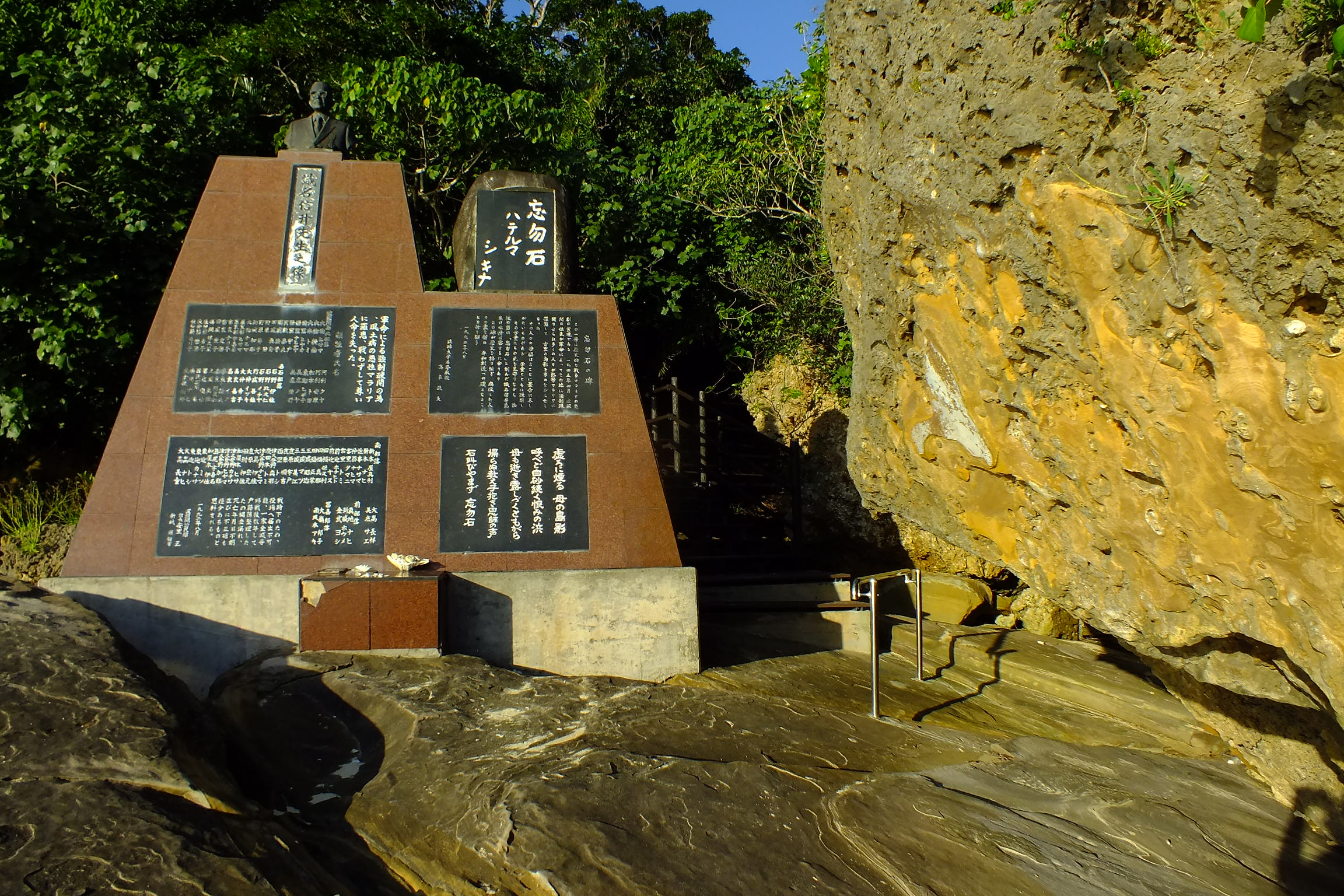
西表島南風見にある「忘勿石之碑」

第二次世界大戦時に石垣島や西表島に駐屯していた日本軍は、駐屯直後からマラリアに悩まされていた。1944年以降、衛生状態の悪化とともに輸送船が攻撃されて海上輸送が滞ったため、医薬品が入手困難となり部隊内でマラリアが蔓延するようになった。
連合軍の上陸に備えるとの名目で、八重山諸島では軍命による強制避難が行われた。まず1945年3月から4月にかけて、鳩間島、新城島、波照間島の住民たちは西表島に避難し、その他の島々の住民たちは集落近隣の山林や洞穴などに避難する一次避難が実施された。一次避難の時点で衛生状態は不良で、食料も不足していたものの餓死者までは出なかった。それもやがて4月初旬以降、鳩間島、新城島、波照間島の避難者の中でマラリアの罹患者が現れ、死者も出始めた。
6月1日、独立混成第45旅団の旅団長から、官公庁職員ならびに医師は6月5日、一般住民は6月5日までに指定された避難地へ避難せよとの命令が出され、二次避難が開始された。二次避難では石垣島南部沿岸地域の住民たちが北部の山岳地帯に、黒島の住民たちは西表島へと避難した。竹富島、小浜島、西表島、与那国島には避難命令が下りなかったため、一次避難と同様に集落近隣の山林や洞穴などへの避難を継続し、また一次避難の段階で西表島に避難していた鳩間島、新城島、波照間島の住民たちも同様の避難場所での避難を継続した。前述のように戦況の悪化に伴って沖縄本島との交通はストップしており、キニーネの入手は不可能になってしまっていた。1944年7月以降、医薬品の配給が止まり、マラリアの蔓延地である二次避難場所の医療は担当医師が担うことになった。だが強制避難時には、キニーネなど医師手持ちの医薬品はわずかとなっていた。しかもマラリア防遏所が所有していたキニーネは本部に1万2000錠、支所に6000錠しか無かった。
5月半ばから6月にかけて、各避難地ではマラリアが流行し始めた。キニーネはまたたく間のうちに底を尽き、避難所の担当医師たちは軍にキニーネの供給を求めた。しかし軍もキニーネ不足であるとして供給は得られなかった。7月に入るとマラリアの流行はさらに勢いを強め、食糧不足も相まって死者が続出する事態となった。8月15日の終戦後、強制疎開先からの帰還が始まった。9月初旬には帰還こそ完了したが、12月末のアメリカ軍による抗マラリア剤のアタブリン（キナクリン）110万錠などの供与までマラリアによる犠牲者が相次いだ。
1945年、八重山諸島全体で住民の約53.8パーセントがマラリアに感染した。中でも波照間島の住民は99.8パーセント、鳩間島の住民は93.9パーセントと、ほとんどの島民がマラリアに罹患した。マラリアによる死者は3674名と八重山諸島の住民の約11.7パーセントに達し、マラリア罹患者のうち約21.8パーセントが死亡したことになる。たとえ未治療であってもマラリア患者の死亡率は高くても10パーセント程度であるとされており、例外としては1958年に発生したエチオピアの飢饉の際に25パーセントの死亡率が確認されているが、飢饉という極限状態がもたらした数値であると見られている。従って1945年の八重山諸島の21.8パーセントというマラリア患者の死亡率は極めて異常な事態であったと言える。
八重山諸島と同様に熱帯熱マラリアが存在する宮古諸島では、軍による強制避難は実施されなかった。宮古諸島でもマラリアの流行が確認されているものの、マラリア患者の死亡率の顕著な上昇は見られなかった。つまり軍による強制避難が、八重山諸島のマラリアによる高い死亡率の引き金だったと推測できる。具体的にはコガタハマダラカ類の生息に適した渓流がある山麓部にマラリアに対する免疫が弱い人々を強制避難させた上に、蚊に対して無防備な避難場所の低劣な住環境、脆弱な治療体制、そして食糧不足による栄養不足がマラリア禍を悪化させた原因であると考えられている。

## アメリカ軍の八重山進駐とマラリア

### アメリカ軍主導の急迫時対応
第二次世界大戦終戦後、八重山諸島にアメリカ軍が進駐してきたのは1945年12月になってからであった。進駐したアメリカ軍は、多くの住民が甚大な被害を被っているのに加え、進駐兵をマラリアから守るためにもマラリア対策を実行しなければならなかった。12月23日、ルイス海軍軍医中佐は宮良長詳、大濱信賢、吉野高善ら石垣島在住の医師を集め、抗マラリア薬のアタブリン110万錠を供与するので、マラリアの無料診療を行うよう命じた。翌24日、アメリカ軍はアタブリンなど大量の医薬品や医療用機材を提供し、26日には薬剤の使用方法について説明を行った。12月27日には八重山支庁長に宮良長詳が就任し、衛生部長に吉野高善が任命された。そして12月30日に吉野高善を所長として臨時マラリア診療所が開設された。1946年1月1日から、ルイス海軍軍医中佐は大濱信賢を伴い八重山諸島の各島々を巡回し、各島々にアタブリン等の薬剤を供与した。ルイスは特に波照間島の厳しい状況に同情して、衛生部に救済を続けるように要請した。アタブリンなどの薬剤の投与により、石垣島では1946年2月初旬、他の島々でも3月頃には著しいマラリアの蔓延は終息した。

### 大濱信賢のマラリア対策
1946年2月、マラリア患者の減少により急迫時対応の臨時マラリア診療所は閉鎖となり、マラリア防遏課が新設され、課長には黒島直規が任命された。1946年10月、宮良長詳八重山支庁長は進駐軍との対立により辞任し、後任には衛生部長の吉野高善が選出された 。衛生部長の後任は大濱信賢が任命され、大濱はマラリア防遏課長の黒島らとともに1946年11月から翌1947年4月にかけて石垣島で大規模なハマダラカとマラリアに関する調査を行った。調査結果に基づいて大濱は、戦前にマラリア防遏所が行ってきたマラリア患者の治療に重点を置いた原虫対策ではマラリアの撲滅は不可能であることは明らかであるとした。そのためマラリアを媒介する蚊を攻撃する蚊対策を中心に据え、それに従来からの原虫対策を併用させることによってマラリアの撲滅を図るべきとの方針を示した。そして撲滅計画の実行には住民教育と強制力を伴う施策が必要であると訴えた。
大濱のマラリア撲滅プランの実行には多額の費用が掛かることが見込まれた。そこで1947年の9月の八重山民議会に大濱は「マラリア撲滅に関する取締規則案」とともに「マラリア撲滅新税」の創設を提案する。マラリア議会とも称されることになったこの八重山民議会は新税導入を巡り紛糾し、結局新税案は保留扱いの後、事実上廃案となった。しかし予算措置上の工夫ならびに寄付金によりマラリア対策の実行が可能となり、翌1948年度からは正式にマラリア対策が予算化されるようになった。一方、「マラリア撲滅に関する取締規則案」は民議会を通過し、大濱のプランに基づくマラリア対策が実行に移された。「マラリア撲滅に関する取締規則」では住民は撲滅部による採血、検診、マラリアに罹患した場合の治療や、マラリアの有病地の成人住民には蚊の撲滅に関わる作業に従事する義務等を課し、違反した場合には罰金を科すことになった。これは戦前のマラリア防遏所の規定の流れを引き継いだものであった。具体的対策としては八重山全住民への脾腫検診、有病地の住民対象の血液検査とともに、アメリカ軍から供与されたアタブリンの投与、そしてやはり米軍から供与されるようになったDDTの散布、藪の伐採や水道の浚渫などであった。そしてマラリア対策で優秀とされた個人、集落に対する表彰も行われた。
強制力を伴った大濱によるマラリア対策に批判も出たが、マラリア撲滅のためには強制力が必要であるとの信念を持っていた大濱は批判を撥ねつけた。大濱のマラリア対策は米軍供与のDDT散布を柱とする蚊対策中心の対策であったが、マラリア対策の制度、体制自体は戦前の八重山でのマラリア対策を引きついでおり、これは台湾総督府のマラリア対策の影響を受けているとも言える。対策が進められた1949年には八重山諸島のマラリア患者は17名、死者は8名までに減少し、翌1950年にはマラリアによる死者が0となり、大濱のマラリア対策は大きな成果を挙げた。

## マラリアの復活とウイラープラン

### 移民の流入とマラリアの復活
マラリアが沈静化していく中で、八重山諸島に移民を進める動きが活発化する。これは沖縄戦による社会的経済的な混乱が続いていた上に、沖縄本島ではアメリカ軍基地の設置に伴う強制収用に伴い多くの農民が土地を失ったため、解決策のひとつとして琉球政府は八重山諸島への移民を積極的に進めることにしたためであった。また復員や戦後のベビーブームによる人口増も移民への動きを加速化させた。八重山は戦前から沖縄本島からの移民先として注目されていたものの、移民の試みはほとんどマラリアが原因で挫折していた。戦後まもなくから八重山移民は注目されていたものの、やはりマラリアがネックであると考えられていた。しかしマラリアが激減する中で1949年5月には石垣島、西表島への移民を推進することが決定された。
石垣島と西表島には1949年頃から沖縄本島、宮古諸島からの自発的移民が来島して、主にかつてのマラリア蔓延地に入植した。1952年からは琉球政府による計画移民が始まり、八重山諸島への移民は急増した。移住に先立って道路網や医療設備、住宅建設などは実行されず、かつてのマラリア流行地にマラリアに関する知識が乏しい入植者が続々と入植し、入植と同時にジャングル状態であった開墾地の開拓、食料生産、住宅建設に取り組まざるを得なかった。移住者は1949年の移住開始から5～6年の間に4000名を超え、八重山の人口は約1割増加した。
1951年からマラリアの感染者は明らかに再び増加に転じ始めた。マラリア有病地への大勢の移民入植が引き金となったマラリアの再流行は、移住者が居ない集落にも広まっていって1954年から1957年にかけて流行状態となった。移民以外にも石垣島ではパイナップルの栽培が始まり、移民と同様にジャングルを切り開いてパイナップル畑を造成していった。これもマラリア増加の要因であったと考えられている。しかしこの1954年から1957年の流行は、これまでとは異なり三日熱マラリアが中心の流行であり、患者数も1945年の大流行時よりも遥かに少なかった。
マラリアの再増加という事態に対して、琉球政府はまずDDT散布による蚊対策と検査と治療による原虫対策との併用とともに、厳しい罰則規定を伴う「マラリア撲滅に関する取締規則」に基づく対策を実行した。移民の流入が一段落したこともあり、マラリア対策は徐々に効果を見せ始め、1957年初頭には八重山保健所長は今年こそはマラリアの徹底的な撲滅の年にしたいとの抱負を述べていた。

### ウイラープランとマラリアの撲滅達成
1956年、WHOはマラリア根絶計画を公表した。これはDDTの積極的な噴霧によりマラリア原虫のヒトへの伝播を遮断して、マラリアの撲滅を図る戦略であった。WHOはロックフェラー財団の支援を受けてDDT残留噴霧という蚊対策を基本としたマラリア対策を展開していく。
1957年8月、琉球列島米国民政府の招請によりアメリカ軍406医学総合研究所のウイラー博士が八重山諸島を視察した。ウイラーはWHOのマラリア撲滅戦略に沿ったウイラープランと呼ばれるマラリア対策を立案し、実行に移された。ウイラープランは攻撃期、強化期、維持期の三段階に分けられ、初年度の1957年度には攻撃期のミッションとして病原虫と脾腫指数調査とDDT残留噴霧を二本柱とするマラリア対策が実行された。ウイラープランによるDDTの噴霧はまず全八重山諸島で実施され、住宅から家畜小屋、厩舎、耕作用の小屋など全ての建造物、そしてバス、タクシー、トラック、船舶、橋梁に及び、建物内は天井、壁、柱、戸の内壁、タンスや机の裏にまで噴霧し、床下には10パーセントのDDT粉末を散布した。この徹底したDDTの噴霧は、室内に入り込んでマラリアを媒介するハマダラカ類の雌蚊を殺すことによってマラリアの伝染経路を絶つ狙いがあった。そして病原虫と脾腫指数調査の結果、一定の基準をクリアしたらDDT残留噴霧を中止し、クリアできなかった場合には噴霧を継続することとした。一方、「マラリア撲滅に関する取締規則」に基づく住民を動員した藪の伐採なども継続しており、ウイラープランの実行体制と人員は、戦前から八重山でマラリア対策を担っていた人々によって支えられていた。このウイラープランを遂行する費用は、1957年度から3年間はアメリカ側の琉球政府米国民政府が大部分を支弁し、その後は琉球政府の予算から賄われた。
ウイラープランは大きな成果を挙げた。開始翌年の1958年にはマラリア患者数は前年比の4分の1以下の370名となり、1959年には58名となってマラリアによる死者は0となった。また1959年を最後に熱帯熱マラリア原虫の保有者は0となり、1961年に西表島大原で5名の三日熱マラリア患者が発生したのを最後に、八重山諸島からマラリアは消滅した。

## 罹患状況
| 年度 | 総人口（人） | 患者数（人） | 罹患率（%） | 死亡数（人） | 人口に対する死亡率（%） | 患者数に対する死亡率（%） |
| ---- | ------------ | ------------ | ----------- | ------------ | ----------------------- | ------------------------- |
| 1922 | 23,548       | 1,127        | 4.79        |              |                         |                           |
| 1923 | 26, 578      | 831          | 3.13        |              |                         |                           |
| 1924 | 26,881       | 887          | 3.30        |              |                         |                           |
| 1925 | 26,418       | 1,720        | 6.51        |              |                         |                           |
| 1926 | 29,241       | 886          | 3.03        |              |                         |                           |
| 1927 | 29,991       | 1,055        | 3.52        |              |                         |                           |
| 1928 | 30,511       | 1,568        | 5.14        | 20           | 0.066                   | 1.28                      |
| 1929 | 29,918       | 2,024        | 6.77        | 24           | 0.080                   | 1.19                      |
| 1930 | 30,126       | 1,387        | 4.60        | 14           | 0.047                   | 1.01                      |
| 1931 | 31,621       | 1,197        | 3.79        | 17           | 0.054                   | 1.42                      |
| 1932 | 31,546       | 1,324        | 4.20        | 27           | 0.086                   | 2.04                      |
| 1933 | 31,646       | 1,070        | 3.38        | 17           | 0.054                   | 1.59                      |
| 1934 | 36,322       | 1,298        | 3.57        | 16           | 0.044                   | 1.23                      |
| 1935 | 35,992       | 1,223        | 3.40        | 13           | 0.036                   | 1.06                      |
| 1936 | 35,456       | 957          | 2.70        | 9            | 0.025                   | 0.94                      |
| 1937 | 35,188       | 1,303        | 3.70        | 28           | 0.080                   | 2.15                      |
| 1938 | 36,198       | 2,255        | 6.23        | 51           | 0.141                   | 2.26                      |
| 1939 | 36,672       | 1,399        | 3.81        | 28           | 0.076                   | 2.00                      |
| 1940 | 36,979       | 704          | 1.90        | 22           | 0.059                   | 3.13                      |
| 1941 | 36,137       | 922          | 2.55        | 12           | 0.033                   | 1.30                      |
| 1942 | 35,273       | 930          | 2.64        | 27           | 0.077                   | 2.90                      |
| 1943 | 35,276       | 937          | 2.66        |              |                         |                           |
| 1944 | 47,553       |              |             |              |                         |                           |
| 1945 | 31,371       | 16,884       | 53.82       | 3,674        | 11.711                  | 21.76                     |
| 1946 | 35,371       | 9,050        | 25.59       | 120          | 0.336                   | 1.33                      |
| 1947 | 38,573       | 6,594        | 17.09       | 74           | 0.192                   | 1.12                      |
| 1948 | 42,134       | 799          | 1.90        | 79           | 0.188                   | 9.89                      |
| 1949 | 43,546       | 17           | 0.04        | 8            | 0.018                   | 47.06                     |
| 1950 | 43,986       | 35           | 0.08        | 0            | 0                       | 0                         |
| 1951 | 46,137       | 74           | 0.16        | 3            | 0.007                   | 4.05                      |
| 1952 | 47,471       | 405          | 0.85        | 7            | 0.015                   | 1.73                      |
| 1953 | 48,642       | 1,610        | 3.31        | 13           | 0.027                   | 0.81                      |
| 1954 | 42,234       | 2,039        | 4.83        | 14           | 0.033                   | 0.69                      |
| 1955 | 47,656       | 1,865        | 3.47        |              |                         |                           |
| 1956 | 48,415       | 2,211        | 4.57        | 4            | 0.08                    | 0.18                      |
| 1957 | 47,411       | 1,730        | 3.65        | 3            | 0.06                    | 0.17                      |
| 1958 | 49,240       | 370          | 0.75        | 2            | 0.04                    | 0.54                      |
| 1959 | 49,075       | 58           | 0.12        | 0            | 0                       | 0                         |
| 1960 | 51,431       | 4            | 0.01        | 0            | 0                       | 0                         |
| 1961 | 51,442       | 5            | 0.01        | 0            | 0                       | 0                         |
| 1962 | 51,778       | 0            | 0           | 0            | 0                       | 0                         |

- 数値が不明の部分は空欄としている。
- 『沖縄の疾病とその特性』p.220、九州大学出版会、1996及び『八重山群島のマラリア撲滅事業の沿革と其の成績に就いて』p.782八重山保健所「石垣市史資料編・近代3 マラリア資料集成」、石垣市役所、1989所収により作表。

## 対策の特徴とその評価
八重山諸島のマラリアは最終的にウイラープランによって撲滅された。このマラリア撲滅は「アメリカの琉球統治二十七年における不滅の業績」であり、「偉大なる善政であったと讃うべき」との評価や、アメリカによる沖縄統治に批判的な立場の人物からも「撲滅にあたってはアメリカ軍の功績が大きい、八重山にとっておそらく最大唯一のアメリカ施政の功績」との評価がなされている。実際にはウイラープラン実施以前にマラリア対策は成果を挙げつつあり、アメリカ主導によるウイラープランの高評価の背景には、戦前期に行われたマラリア対策が資金不足等のために中途半端な対策に終わってしまったことや、米軍による統治を否応なしに受け入れざるを得なかった沖縄の現実が影響していると考えられる。
ウイラープランの成功の背景には大濱信賢が主導した戦後のマラリア対策があり、さらには戦前期から行われ続けてきたマラリア対策の中で培われてきた組織や人脈、そして八重山諸島の住民たちの理解と協力があった。これはマラリア対策のような衛生事業の遂行は、事業を支える社会システムによって成り立つことを示している。八重山諸島のマラリア対策は熱帯の開発途上国におけるマラリア対策のモデル事業のひとつとされており、また流行、対策、撲滅に至る経過に関わる資料が豊富であり、疾病の発生から撲滅までの系統立った分析検討が可能な、世界的にも稀有な事例であると評価されている。そして撲滅によりマラリアによる人命の損失が無くなったのみならず、石垣島と西表島の観光産業の発展はマラリアの撲滅が無ければあり得なかったことであり、地域開発による大きな経済的メリットをもたらした。
一方、ウイラープランが開始された頃には世界各地でDDTに抵抗性を持つハマダラカが確認されていた。殺虫剤抵抗性のハマダラカの広まりによって1960年代に入るとWHOが進めていたマラリア撲滅計画の破綻が明らかとなり、1969年には断念へと追い込まれることになる。つまり八重山のDDT残留噴霧によるマラリア撲滅は、DDT耐性のハマダラカの増大による蚊対策の破綻の前後という微妙な時期に達成されたことになる。

## 撲滅後の動き
マラリアの発生が無くなったことにより、1962年9月にはDDT屋内残留噴霧は停止された。マラリアの発生は無くなったものの、かつての有病地区である石垣島の4地区、西表島の3地区では定期的な採血が続けられた。
発生が見られなくなったため、実際問題として八重山ではマラリア対策の重要性は低下した。しかしWHOの視察団は八重山諸島のマラリア検病検査が不十分であると批判し、1963年にはマラリア防遏課11名であった体制が、マラリア監視委員63名に増員された。この63名のマラリア監視委員は1964年の時点で検血による追跡調査を実施していた。この検血による追跡調査では一名のマラリア原虫保因者も見つからなかった。また1962年から翌1963年にかけて、黒島直規ら八重山保健所の職員はWHOからの資金援助を受けて台湾でマラリア撲滅に関する研修を受講している。1972年には八重山保健所のマラリア防遏課は廃止となり、1978年には石垣島でマラリア終焉記念第10回沖縄県公衆衛生学会が開催された。
前述のように八重山諸島における1945年のマラリアの爆発的流行は、無病地の住民たちをマラリアの蔓延地に強制避難させたことが要因と考えられている。1989年には政府に対して補償を求める住民運動が開始された。結局、1996年度予算で援護法による個人補償ではなく、遺族に対する慰藉事業が行われることになり、1999年には戦争マラリアの歴史を伝える八重山平和祈念館が開館した。
またウイラープランによる1957年から1962年にかけて実施されたDDT残留噴霧の結果、ヤエヤマコガタハマダラカの数は著しく減少し、噴霧期間中から噴霧直後にかけてはほとんど姿を消した。しかし1970年代半ば以降、再び多くのヤエヤマコガタハマダラカが発生していることが確認されるようになった。なお戦前、ヤエヤマコガタハマダラカの発生が確認されている与那国島では生息が確認されなくなっており、八重山諸島でヤエヤマコガタハマダラカの発生が見られるのは石垣島、西表島、小浜島の3島となっている。観光で石垣島、西表島など八重山諸島を訪れる人々は増加しており、マラリア流行地から八重山諸島を訪れる人たちも増えていると考えられる。また八重山諸島の住民が仕事や観光等でマラリアの流行地に行く機会も増えている。実際沖縄では南方へ漁に出た漁民や米軍関係者がマラリアを持ち込んだ例が確認されている。マラリアの流行再発を防ぐため、ヤエヤマコガタハマダラカの発生状況についての注意を怠らず、危機管理体制を固めておく必要性があるとされ、特に地球温暖化の進行という事態の中で、マラリア再発に対する危険性の増大が指摘されている。